# Бокен
Бокен (јап. боку - дрво; кен - сабља), познат још и под називом бокуто, дрвена је сабља за вежбање, обично дужине 90-120 цм. Израђује се од тврдих врста дрвета. Обликом и димензијама одговара традиционалној јапанској сабљи (катана). Пружа релативно сигурно увежбавање техника сабљом у многим борилачким вештинама у којима се користи, као што су кендо, нинџуцу и аикидо.
Постоји варијанта са штитником за руку (тсуба) и без ње. Познати су и знатно краћи облици који представљају традиционалну јапанску кратку сабљу вакизаши, дужине око 60 цм и бодеж танто дужине око 30 цм. Последњи се често користи и код других вештина за увежбавање самоодбране од напада ножем.